# Arthur Machen
Pour les articles homonymes, voir Arthur Jones, Llewelyn et Machen.
Œuvres principales
- Le Grand Dieu Pan

Arthur Llewelyn Jones, dit Arthur Machen, né le 3 mars 1863 à Caerleon dans la commune de Newport au Pays de Galles et mort le 15 décembre 1947  à Beaconsfield en Angleterre, est un écrivain britannique. Son œuvre se rattache à la littérature fantastique.

## Biographie
Il fait ses études à la Cathedral School de Hereford, mais appréciait particulièrement les livres de la bibliothèque de son père et les promenades dans la campagne du Gwent. Il publie un poème mystique, Eleusinia en 1881, puis part pour Londres où il travaille dans diverses maisons d'édition avant de se consacrer totalement à la littérature.
Toutefois, ses livres lui rapportent peu, et il ne doit sa subsistance qu'à un petit héritage familial.
Après la mort de sa femme, il rejoint la société secrète de l'Ordre hermétique de l'Aube dorée, est aussi acteur, et se remarie en 1903.

À partir de là, il travaille comme journaliste au Evening News pendant une dizaine d'années. En 1914, il y crée involontairement la légende des « Anges de Mons ».
Il passe la fin de sa vie à Amersham dans le Buckinghamshire, et meurt le 15 décembre 1947 à Beaconsfield.

## Son œuvre
Son premier roman, Le Grand Dieu Pan, a inspiré Paul-Jean Toulet, traducteur en langue française de l'ouvrage en 1901, et H. P. Lovecraft pour L'Appel de Cthulhu et surtout L'Abomination de Dunwich qui reprend le thème du fruit de l'union entre une humaine et une entité surnaturelle.
Les romans d'Arthur Machen ont souvent pour objet le « petit peuple », c'est-à-dire tout un folklore féerique (fées, lutins, etc.) qu'il développe sur le mode de la peur. L'auteur insiste particulièrement sur le caractère autre de ce monde.
Ses histoires ont souvent pour cadre le pays de Galles, sa région natale, à laquelle il était très attaché, et connue pour ses nombreuses légendes. Plusieurs de ces nouvelles sont réunies dans le recueil Chroniques du petit peuple, dont certaines sont tirées du semi-roman Les Trois Imposteurs ou les Transmutations.
Son roman La Colline des rêves est largement autobiographique. Il y est question d'un jeune auteur qui tente d'écrire à Londres son chef-d'œuvre. Mais la misère, le désespoir et le souvenir d'une vision d'enfance viennent le perturber.

## Œuvre

### Romans et nouvelles traduits en français
- Histoire de la vierge de fer (The Novel of the Iron Maid, 1890).
- Le Grand Dieu Pan, traduit par Paul-Jean Toulet, 1901 (The Great God Pan, 1894).
- La Pyramide de feu (The Shining Pyramid, 1895).
- Histoire du cachet noir (The Novel of the Black Seal, 1895).
- Histoire de la poudre blanche, traduit par Jacques Parsons, 1968 (The Novel of the White Powder, 1895).
- Les Trois Imposteurs ou les Transmutations (The Three Impostors or The Transmutations, 1895).
- La Cérémonie (The Ceremony, 1897).
- Le Peuple Blanc, traduit par Jacques Parsons, 1970 (The White People, 1904).
- La Main rouge, traduit par Norbert Gaulard, 1998 (The Red Hand, 1906).
- La Colline des rêves (The Hill of Dreams, 1907).
- Les Archers (The Bowmen, 1914).
- Le Grand Retour (The Great Return, 1915).
- Sortis de la terre (Out of the Earth, 1915).
- La Terreur (The Terror, 1917).
- Quelques bibelots de jade (Ornaments in Jade, 1924[a]).
- Le Petit Peuple (The Little Folk, 1927).
- Un grand vide, traduit par Denise Hersant, 1965 (Opening the door, 1931).

### Œuvres en langue anglaise
- The House of Souls, Grant Richards, 1906.